# Seznam jezer v Mongolsku
Největší jezera v Mongolsku (mongolsky jezero – нуур [núr]) jsou nerovnoměrně rozložena. Nejvíce včetně těch úplně největších se nachází na západě země v Kotlině Velkých jezer mezi pohořími Altaj, Changaj a Tannu-Ola. Druhá skupina jezer se nachází v horských údolích napříč celou zemí. Chövsgöl núr v riftové dolině jižně od ruského pohoří Sajany má v zemi největší objem a dosahuje největší hloubky. Zbývající jezera ve stepích a v poušti Gobi jsou většinou malá a mělká. Celková rozloha jezer v zemi je 16 003 km², přičemž 83,7 % z jejich počtu jsou malá jezera s rozlohou menší než 0,1 km², jež tvoří 5,6 % celkové rozlohy. Celkem 3 060 jezer má rozlohu 0,1 km² a větší.

## Jezera s plochou přes 100 km²
| transkripce do češtiny | mongolská wikipedie | rozloha km² | nadmořská výška m | maximální délka km | maximální šířka km | maximální hloubka m | objem km³ | ajmag(y)                           | odtok (povodí)                      |
| ---------------------- | ------------------- | ----------- | ----------------- | ------------------ | ------------------ | ------------------- | --------- | ---------------------------------- | ----------------------------------- |
| Uvs núr                | Увс нуур            | 3 338       | 759               | 84                 | 79                 | 20                  | 39,600    | Uvský                              | bezodtoké                           |
| Chövsgöl núr           | Хөвсгөл нуур        | 2 760       | 1 645             | 136                | 36                 | 262                 | 380,700   | Chövsgölský                        | Egijn gol (Selenga)                 |
| Char Us núr            | Хар-Ус нуур         | 1 578       | 1 157             | 72                 | 27                 | 4                   | 3,432     | Chovdský                           | průtok k Char núr                   |
| Chjargas núr           | Хяргас нуур         | 1 407       | 1 028             | 75                 | 31                 | 80                  | 66,034    | Uvský                              | bezodtoké                           |
| Buir núr               | Буйр нуур           | 580         | 581               | 40                 | 21                 | 10                  | 3,784     | Východní                           | Orčun gol                           |
| Char núr               | Хар нуур            | 575         | 1 132             | 37                 | 24                 | 7                   | 2,422     | Chovdský, Zavchanský               | průtoky do Dörgön núr a Zavchan gol |
| Dörgön núr             | Дөргөн нуур         | 305         | 1 132             | 24                 | 17                 | 27                  | 4,367     | Chovdský, Zavchanský, Gobialtajský | bezodtoké                           |
| Ačit núr               | Ачит нуур           | 297         | 1 435             | 24                 | 18                 | 5                   | 0,665     | Uvský, Bajanölgijský               | Usun Cholaj (Chovd gol)             |
| Bón Cagán núr          | Бөөн Цагаан нуур    | 252         | 1 312             | 24                 | 19                 | 16                  | 2,355     | Bajanchongorský                    | bezodtoké                           |
| Úreg núr               | Үүрэг нуур          | 239         | 1 425             | 20                 | 18                 | 42                  | 6,419     | Uvský                              | bezodtoké                           |
| Telmen núr             | Тэлмэн нуур         | 194         | 1 789             | 28                 | 16                 | 27                  | 2,671     | Zavchanský                         | bezodtoké                           |
| Ulán núr               | Улаан нуур          | 175         | 1 008             | 15                 | 10                 | 0                   | 0         | Jihogobijský                       | bezodtoké                           |
| Sangín Dalaj núr       | Сангийн Далай нуур  | 165         | 1 888             | 32                 | 13                 | 30                  | 1,995     | Chövsgölský, Zavchanský            | bezodtoké                           |
| Ajrag núr              | Айраг нуур          | 143         | 1 030             | 18                 | 13                 | 10                  | 0,820     | Uvský                              | průtok k Chjargas núr               |
| Orog núr               | Орог нуур           | 140         | 1 217             | 32                 | 8                  | 5                   | 0,420     | Bajanchongorský                    | bezodtoké                           |

## 5 až 100 km²
| transkripce do češtiny | mongolská wikipedie | rozloha km² | nadmořská výška m | maximální délka km | maximální šířka km | maximální hloubka m | objem km³ | ajmag(y)         | odtok (povodí)        |
| ---------------------- | ------------------- | ----------- | ----------------- | ------------------ | ------------------ | ------------------- | --------- | ---------------- | --------------------- |
| Jach núr               | Яхь нуур            | 97,0        | 670               | 20,4               | 11,9               | 4                   | 0,223     | Východní         | bezodtoké             |
| Ulágčny Char núr       | Улаагчны Хар нуур   | 84,5        | 1 980             | 29,3               | 6,6                | 47                  | 1,654     | Zavchanský       | bezodtoké             |
| Tolbo núr              | Толбо нуур          | 84,0        | 2 080             | 21                 | 7                  | 12                  | 0,571     | Bajanölgijský    | bezodtoké             |
| Churgan núr            | Хурган нуур         | 71,0        | 2 072             | 23,3               | 6                  | 28                  | 0,537     | Bajanölgijský    | Chovd gol             |
| Dajan núr              | Даян нуур           | 67,0        | 2 232             | 18                 | 9                  | 4                   | 0,157     | Bajanölgijský    | Chovd gol             |
| Dód Cagán núr          | Доод Цагаан нуур    | 64,0        | 1 538             | 18                 | 7                  | 14                  | 0,384     | Chövsgölský      | Šišchid gol (Jenisej) |
| Chungujn núr           | Хүнгүйн нуур        | 64,0        | 1 491             | 14                 | 8                  | 50                  | 1,390     | Zavchanský       | —                     |
| Namiryn Char núr       | Намирын Хар нуур    | 63,0        | 1 574             | 19                 | 7,8                | 8,2                 | 0,326     | Uvský            | —                     |
| Ojgon núr              | Ойгон нуур          | 61,0        | 1 664             | 18                 | 8                  | 8                   | 0,207     | Zavchanský       | bezodtoké             |
| Terchín Cagán núr      | Тэрхийн Цагаан нуур | 61,0        | 2 060             | 16                 | 6                  | 20                  | 0,369     | Severochangajský | Suman gol (Selenga)   |
| Choton núr             | Хотон нуур          | 50,0        | 2 084             | 22                 | 4                  | 58                  | 1,341     | Bajanölgijský    | Chovd gol             |
| Barun Tar núr          | Барун Тарь нуур     | 21,3        | 597               | 11                 | 3                  | 4                   | —         | Východní         | bezodtoké             |
| Choch núr              | Хөх нуур            | 21,0        | 552               | 11                 | 7                  | 7                   | 552       | Východní         | bezodtoké             |
| Alag núr               | Айраг нуур          | 10,0        | 1 033             | 4                  | 3                  | —                   | —         | Gobialtajský     | bezodtoké             |
| Töre núr               | Төре нуур           | 7,0         | 1 149             | 7                  | 2                  | —                   | —         | Uvský            | Tesín gol             |
| Tavag núr              | Таваг нуур          | 0,06        | 709               | 0,2                | 0,2                | —                   | —         | Východní         | bezodtoké             |